# Yabucoa
Yabucoa est une municipalité située dans l'est de Porto Rico (code international : PR.YB). Elle s'étend sur 142 km2 et compte 43 140 habitants (au 31 décembre 2006).

## Économie

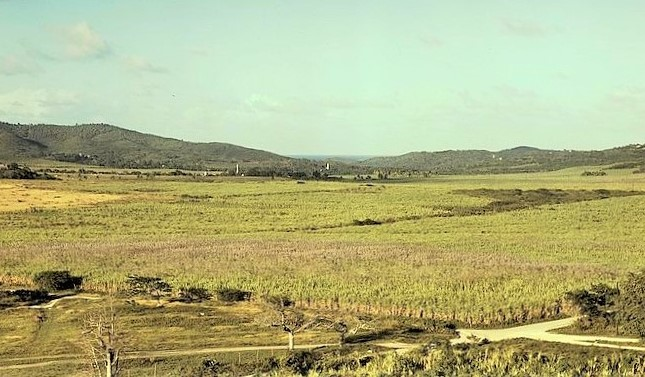
Les plantations de canne à sucre

L'économie de la ville repose principalement sur la culture de la canne à sucre.

## Personnalitées liées à la communauté
- Nydia Velázquez (1953-), personnalité politique américaine.